# Puerto Amelia (Mariscal Ramón Castilla)
Puerto Amelia es una localidad peruana, ubicada en el distrito de Yavarí, provincia de Mariscal Ramón Castilla, al este del departamento de Loreto.

## Descripción
Puerto Amelia se encuentra a orillas del río Yavarí, que a su vez hace frontera con Brasil; la localidad es vecina de la cabecera municipal brasileña de Atalaia do Norte.
Las inundaciones suelen afectar gravemente el pueblo cada cierto periodo, por lo que el Instituto Nacional de Defensa Civil (INDECI) realiza monitoreos a Puerto Amelia de manera regular.

## Enfrentamientos de 2022
En el contexto del conflicto armado interno colombiano en Loreto, el 12 de enero de 2022 desconocidos asaltaron el puesto policial de la localidad, resultando heridos cuatro personas, quienes fueron trasladados a Iquitos, el puesto policial posteriormente el 19 de enero fue incendiado por otra incursión delictiva.